# Mario Moretti (calciatore 1902)
Mario Moretti (Firenze, 13 ottobre 1902 – ...) è stato un calciatore italiano, di ruolo attaccante.

## Carriera
Dopo aver militato nella Libertas Firenze e nella Colligiana, passa al Prato con cui conquista la promozione in massima serie al termine del campionato 1927-1928 e disputa 15 gare segnando 5 reti nel campionato di Divisione Nazionale 1928-1929.
Successivamente milita nella Fiorentina in Serie B, dove disputa 8 gare segnando una rete, e a seguire nel Perugia e nelle Signe.